# Germania Primera
La provincia de Germania Primera (Germania prima) fue una división administrativa del Imperio romano utilizada durante su periodo conocido como «Bajo Imperio». Formaba parte de la diócesis de las Galias.

## Las provincias del Bajo Imperio romano
Durante la tetrarquía de Diocleciano se realizó una profunda reorganización de la Administración imperial en la que uno de los aspectos más destacados fue la creación de un buen número de provincias mediante la división de las existentes. Aunque se ha visto este proceso como un medio para evitar el surgimiento de usurpadores reduciendo su posible base de poder, parece que el objetivo final era, más bien, el aumento del número de gobernadores y la reducción de su ámbito de actuación para que esta se desarrollase más eficazmente.
Las provincias formaban la base de la pirámide administrativa. En niveles superiores se situaban las diócesis, que agrupaban varias provincias, las prefecturas del pretorio, que agrupaban varias diócesis, y finalmente, el Imperio dividido en cuatro prefecturas.
Las funciones del gobernador abarcaban todos los ámbitos excepto el militar: mantenían la ley y el orden, ejecutaban las órdenes de los ámbitos administrativos superiores, administraban la justicia en primera instancia, recaudaban los impuestos y otros ingresos imperiales o del emperador y estaban al cargo del servicio postal así como del mantenimiento de los edificios públicos.

## Historia
Fue creada mediante la división de Germania Superior en dos provincias más pequeñas: Germania prima (la parte norte) y Maxima Sequanorum (la parte sur). La frontera entre ambas discurría cerca de la actual Homburgo.
Sufrió pillajes y saqueos por parte de los alamanes a quienes Juliano consiguió derrotar decisivamente en la batalla de Estrasburgo en 357. La noche de fin de año de 406 un conglomerado de pueblos danubianos cruzó el Rin a la altura de esta provincia e invadió la galia. Constantino III pudo recomponer las defensas fronterizas aunque, avanzado el siglo V, en el año 455, los alamanes acabaron ocupando definitivamente su territorio. Avito, quien era el emperador en ese momento, no pudo hacer nada más que reconocer su asentamiento.

## Características
Sus límites eran: Germania secunda al norte; el río Rin al este; la citada Maxima Sequanorum al sur; y Belgica prima al oeste. Dentro de su territorio existían cuatro poblaciones importantes:
- Argentorate (Estrasburgo)
- Nementis (Espira)
- Borbetomagus (Worms)
- Mogontiacum (Maguncia).

El río Rin servía como una importante vía de comunicación con las poblaciones situadas cerca de su cauce. En el ámbito terrestre, por la provincia pasaban las siguientes calzadas principales:
- La que discurría cercana al Rin desde Augusta Raurica (Augst) hasta Noviomagus (Nimega).
- La que comunicaba Saletio (Seltz), situada junto al río, con Divodurum (Metz) en el interior.
- La que comunicaba Bingium (Bingen), situada junto al río, con Augusta Treverorum (Tréveris), la capital de la prefectura.

## Despliegue militar
Durante la Tetrarquía estaban estacionadas en su territorio dos legiones al mando del dux Germania I:
- VIII Augusta con cuartel principal en Estrasburgo y secundarios en Worms, Espira y Bingen.
- XXII Primigenia con cuartel principal en Maguncia y secundario en Brumath

Tras las reformas militares de Constantino se redujo el número de efectivos de las legiones y se aumentó su número. Igualmente, se distinguió entre limitanei (estacionadas en las fronteras) y comitatenses (acuarteladas en el interior). La Notitia dignitatum dejó constancia de las siguientes unidades limitanei existentes en la provincia y al mando del dux Mogontiacensis:
- milites balistarii en Bodobrica (Boppard)
- milites Bingenses en Bingium (Bingen)
- milites armigeri en Mogontiacum (Maguncia)
- milites (legionis) secundae Flaviae en Borbetomagus (Worms)
- milites Martenses en Alta Ripa (Altrip)
- milites Vindices en Nemetae (Espira)
- milites Anderetiani en Vicus Iulius (Germersheim)
- milites Menapii en Tabernae (Rheinzabern)
- milites Pacenses en Saletio (Seltz)

Además de estas, se supone que existían otras acuarteladas cerca de Estrasburgo y comandadas por el comes tractus Argentoratensis pero que no fueron mencionadas por la Notitia Dignitatum.